# Zona de Brillouin

A primeira zona de Brillouin em uma rede recíproca a) quadrada, b) hexagonal

Em física do estado sólido e física da matéria condensada, a primeira zona de Brillouin é definida como a celula unitária do espaço recíproco. Da mesma forma que a rede cristalina é dividida em células de Wigner-Seitz para redes de Bravais, a rede recíproca associada é dividida em zonas de Brillouin. Os limites da primeira zona são dados pelos planos equidistantes dos pontos da rede recíproca, e sua aplicação principal é nas funções de onda de Bloch. A n-ésima zona de Brillouin é definida pelos pontos da rede que são alcançados atravessando n-1 planos de Bragg, e todas as zonas tem o mesmo volume. A zona de Brillouin foi criada por Léon Brillouin, um físico francês.